# 马克·诺尔斯

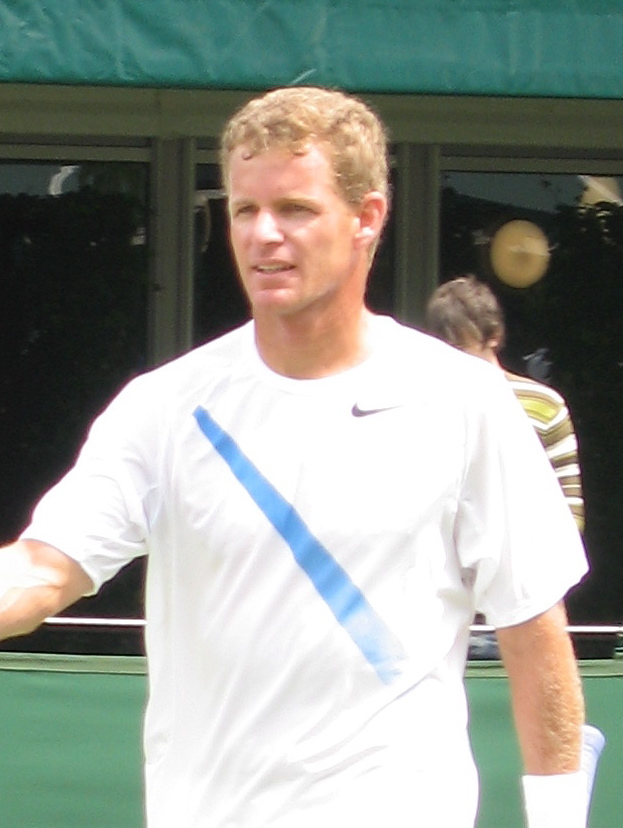
马克·诺尔斯

马克·诺尔斯（英語：Mark Knowles，1971年9月4日—），出生于拿骚，巴哈马职业网球运动员，最高ATP排名第93位，曾获得澳大利亚网球公开赛男子双打（2002年）、美国网球公开赛男子双打（2004年）和法国网球公开赛男子双打（2007年）冠军。